# 寺井知高
寺井 知高（てらい ちこう、1891年〈明治24年〉3月3日 - 1975年〈昭和50年〉5月17日）は、日本の剣道家、居合道家。流派は神道無念流剣術・居合、長谷川英信流居合。

## 経歴

### 生い立ち
旧大村藩藩士寺井市太郎の次男として長崎県彼杵郡千綿村（現東彼杵町）に生まれる。大村藩は幕末に江戸から神道無念流の斎藤歓之助を剣術師範に招き、微神堂という道場を開いた。24歳で中風にかかった歓之助に代わって師範代を務めたのが柴江運八郎で、市太郎はその高弟であった。
明治維新後、市太郎は巡査となり、佐賀の乱で首領逮捕に貢献した。知高は幼時から市太郎に神道無念流の手ほどきを受け、14歳で微神堂の柴江運八郎に入門した。

### 警察勤務と剣道、居合修行
21歳で長崎県警察部巡査教習所に入所し、教習課程を修了後、長崎警察署に勤務する。1914年（大正3年）には第一次世界大戦勃発により陸軍第18師団に召集され、中国大陸へ渡る。約1年で召集を解除され警察に復職する。
1915年（大正4年）8月20日、長崎県警察部から剣道研究のため警視庁へ出向を命じられ、芝愛宕警察署に赴任する。巡査の身分で東京出向は当時でも異例のことだったという。警視庁では神道無念流の中山博道が剣道師範を務めており、知高は同年12月31日、中山の道場有信館に入門し、剣道・居合術を学ぶ。
1917年（大正6年）には、学歴を得るために警視庁在職のまま日本大学法科専門部二部に入学。翌年の1918年（大正7年）3月、警視庁剣道助手となり、本所相生警察署に転勤となる。1919年（大正8年）、警視庁から巡査精勤証及び剣道四級上を授与され、師の中山からも神道無念流目録を授与される。
1920年（大正9年）7月、家事（結婚）の都合により日本大学法科専門部を退学した。勤務と稽古に結婚生活が加わり、勉学に削る時間がなくなったと考えられる。
1922年（大正11年）、大日本武徳会から剣道精錬証を授与され、師の中山からも剣道五段の免状を授与される。
1923年（大正12年）、朝鮮総督府警察に巡査部長兼剣道師範として異動し、慶尚南道傘下の22警察署で剣道を指導する。
1925年（大正14年）7月には、大日本武徳会から居合術精錬証を授与された。34歳の若さで居合術精錬証は全国的にも数少なかった。
1927年（昭和2年）4月、江原道警察部に異動。

### 帰郷、剣道教員生活
1929年（昭和4年）2月、警察を依願退職し、郷里長崎に戻る。長崎刑務所、長崎県立農学校の嘱託剣道教師、大日本武徳会長崎支部諫早支所剣道教師を務める。
1931年（昭和6年）、大日本武徳会から居合術教士、剣道五段を授与される。
1934年（昭和9年）7月、検定で師範学校・中等学校の教員資格を与えられる。県立農学校の正式な剣道教員となる。
1937年（昭和12年）、大日本武徳会剣道教士に昇進。このころ、農学校の畜産実験用のブタを使って試し斬りを行い、ブタの首を一刀のもとに切り落とした。その業に少年たちは驚愕したという。また、当時振るわなかった農学校剣道部の指導に尽力し、1938年（昭和13年）の県大会で優勝に導いた。

### 太平洋戦争後
太平洋戦争敗戦後の武道禁止期、日本刀は千綿村の兄のところに隠し、一時長崎医科大学薬学部の守衛をした。三男が19歳で病死するなど苦労は多かったともいう。長崎では比較的早く1949年（昭和24年）に剣道が解禁され、寺井は剣道、居合術の指導を再開した。1952年（昭和27年）には微神堂の剣道師範となった。
1953年（昭和28年）11月、『居合術の研究』を刊行。長谷川英信流、神道無念流、試し斬りを解説。
1954年（昭和29年）、全日本居合道連盟から居合道範士号を授与され、1960年（昭和35年）には全日本剣道連盟から居合道範士号を授与された。1966年（昭和41年）には全日本剣道連盟居合制定の委員を務めた。その後も80歳を過ぎても剣道の稽古を続け、85歳で死去した。